# Þorbjörn skakkaskáld
Þorbjörn skakkaskáld (« scalde de skakki ») est un scalde islandais du XIIe siècle.
Le Skáldatal mentionne qu'il fut le poète de cour du jarl de Hlaðir (Lade) Erlingr skakki et des rois de Norvège Magnús Erlingsson et Sverrir.
C'est en l'honneur du premier (à qui il doit son surnom) qu'il composa son Erlingsdrápa (« drápa d'Erlingr ») vers 1170. Seules trois strophes de ce poème ont été conservées, dans les sagas royales (Heimskringla et Hulda-Hrokkinskinna).  

## Note
1. ↑  Simek, Rudolf ; Hermann Pálsson. Lexikon der altnordischen Literatur : die mittelalterliche Literatur Norwegens und Islands. 2., wesentlich vermehrte und überarbeitete Aufl. von Rudolf Simek. Stuttgart : Kröner, 2007. (Kröners Taschenausgabe ; 490).  (ISBN 978-3-520-49002-5).